# Manzano-Baumwollschwanzkaninchen
Das Manzano-Baumwollschwanzkaninchen (Sylvilagus cognatus) ist eine Säugetierart aus der Gattung der Baumwollschwanzkaninchen innerhalb der Hasenartigen (Lagomorpha). Das Verbreitungsgebiet dieser Art ist auf einen sehr kleinen Bereich in New Mexico in den Vereinigten Staaten begrenzt.

## Merkmale
Über das Manzano-Baumwollschwanzkaninchen liegen nur sehr wenige Daten vor. Es ähnelt in seinem Aussehen dem Florida-Waldkaninchen (S. floridanus), als dessen Unterart sie bis etwa 1998 betrachtet wurde.

## Verbreitung

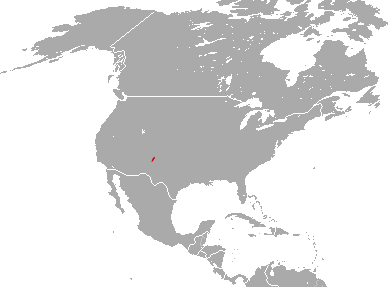
Verbreitungsgebiet des Manzano-Baumwollschwanzkaninchens

Das Verbreitungsgebiet des Manzano-Baumwollschwanzkaninchens ist auf den Bereich der Manzano Mountains im US-Bundesstaat New Mexico beschränkt, wobei nur wenige Exemplare wissenschaftlich bekannt sind. Das zur wissenschaftlichen Erstbeschreibung genutzte Tier wurde nahe dem Bosque Peak in einer Höhe von 2.880 Metern gefangen. Es stammt gemeinsam mit einigen weiteren Exemplaren vom Eigentümer einer Ranch nahe dem Ort Tajique am östlichen Fuß der Berge.

## Lebensweise
Über die Lebensweise des Manzano-Baumwollschwanzkaninchens liegen keine Daten vor. Die Art lebt in den höheren Bergregionen der Manzano Mountains, in denen Nadelwälder die dominierende Vegetation darstellen. Wahrscheinlich stellt das Manzano-Baumwollschwanzkaninchen ähnliche Ansprüche an den Lebensraum wie Hochlandpopulationen des Florida-Waldkaninchens.

## Systematik
Das Manzano-Baumwollschwanzkaninchen wird als eigenständige Art den Baumwollschwanzkaninchen (Gattung Sylvilagus) zugeordnet. Erstmals wissenschaftlich beschrieben wurde es von Edward William Nelson im Jahr 1907 und galt bis 1998 als Unterart Sylvilagus floridanus cognatus des Florida-Waldkaninchens (S. floridanus).

## Gefährdung und Schutz
Das Manzano-Baumwollschwanzkaninchen wird von der International Union for Conservation of Nature and Natural Resources (IUCN) aufgrund der wenigen vorliegenden Daten nicht in eine Gefährdungskategorie eingeordnet, sondern als Art mit „unzureichender Datenlage“ (data deficient) gelistet. Ein Rückgang der Populationen ist nicht bekannt. Aufgrund des sehr kleinen Verbreitungsgebietes nimmt man jedoch eine Gefährdung der Art an.

## Belege
1. 1 2 3 4 5 6  Sylvilagus cognatus in der Roten Liste gefährdeter Arten der IUCN 2011. Eingestellt von: A.T. Smith, A.F. Boyer, 2008. Abgerufen am 10. Juni 2012.
2. ↑  J.K. Frey, R. D. Fisher, L. A. Ruedas: Identification and restriction of the type locality of the Manzano Mountains cottontail, Sylvilagus cognatus Nelson, 1907 (Mammalia: Lagomorpha: Leporidae). Proceedings of the Biological Society of Washington, 110(3), 1997: S. 329–331. (pdf)
3. ↑  Don E. Wilson & DeeAnn M. Reeder (Hrsg.): Sylvilagus cognatus (Memento des Originals vom 5. März 2016 im Internet Archive)  Info: Der Archivlink wurde automatisch eingesetzt und noch nicht geprüft. Bitte prüfe Original- und Archivlink gemäß Anleitung und entferne dann diesen Hinweis. in Mammal Species of the World. A Taxonomic and Geographic Reference (3rd ed).